# Lugalo
Lugalo er en landsby i Tanzania nær Iringa. Ved Lugalo fandt i 1891 et slag sted mellem tyske kolonistyrker og en hehe-hær under ledelse af Chief Mkwawa. Slaget gav de tyske kolonitropper det første nederlag og blev indledningen til hehe-krigene, der først sluttede i 1898 med Mkwawas selvmord.
7°44′14″S 35°52′40″Ø / 7.737172°S 35.877869°Ø